# Theodor von Borcke
Theodor von Borcke (* 31. Mai 1805; † 12. November 1878 in Giesenbrügge, Kreis Soldin) war ein deutscher Rittergutsbesitzer und Mitglied des Preußischen Herrenhauses.
Er war ein Angehöriger des pommerschen Adelsgeschlechts Borcke. Seine Eltern waren der Oberstleutnant Christian Heinrich von Borcke (* 1775) und Sophie Friederike, geborene von Zastrow.
Theodor von Borcke war Rittergutsbesitzer auf Giesenbrügge im neumärkischen Kreis Soldin. Nachdem König Friedrich Wilhelm IV. am 22. November 1855 dem Verband des Pommerschen Schlossgesessenen Geschlechts von Borcke das Präsentationsrecht zum Preußischen Herrenhaus verliehen hatte, wurde er als erster Familienangehöriger im Jahre 1856 Mitglied des Preußischen Herrenhauses. Er gehörte dem Herrenhaus bis zu seinem Tod im Jahre 1878 an. 
Er war in erster Ehe mit Therese Adloff (* 1815; † 1847) verheiratet. Nach ihrem Tod heiratete er Johanna Müller (* 1805; † 1888). Aus der ersten Ehe sind fünf Kinder, u. a. Bernhard, Maria, Anastasia und Otto Philipp  (* 1845; † 1890), hervorgegangen. Der älteste Sohn Heros von Borcke (* 1835; † 1895) nahm auf der Seite der Konföderierten am Amerikanischen Bürgerkrieg teil und machte sich einen Namen als Schriftsteller. Bernhard gründete selbst eine Familie und wurde kgl. württemb. Oberstleutnant a. D., Maria verheiratete sich mit Leberecht von Klitzing-Dieckow (* 1827; † 1895), Rittergutsbesitzer und Mitglied des Preußischen Abgeordnetenhauses, Anastasias Ehemann wurde der neumärkische Ritterschaftsrat Max von Cranach-Kranzen.